# The Bard´s Tale (série)
The Bard's Tale é uma franquia de RPG de fantasia criada por Michael Cranford e desenvolvida pela Interplay Productions de Brian Fargo (1985–1992) e inXile Entertainment (2004–presente). O título inicial da série era Tales of the Unknown. The Bard's Tale II: The Destiny Knight abandonou o título da série Tales of the Unknown, assim como todas as versões do jogo original após 1988. A partir de então, a série ficou conhecida como série The Bard's Tale. Tanto Cranford quanto Fargo refutaram a afirmação de que os títulos originais projetados para a segunda e terceira parcelas eram The Archmage's Tale e The Thief's Tale.
Após os três primeiros jogos, o trabalho em uma quarta parcela começou, mas se tornou um jogo não relacionado, Dragon Wars, em um ponto muito tardio do desenvolvimento devido a problemas de direitos quando a Interplay se separou de sua editora. A série não foi continuada por muitos anos e, portanto, ainda é frequentemente chamada de "trilogia Bard's Tale". Em 2018, Alex Santa Maria declarou que The Bard's Tale era "Uma das franquias mais clássicas em jogos do windows".

## Jogos
| 1985 | Tales of the Unknown: The Bard's Tale                               |
| 1986 | The Bard's Tale II: The Destiny Knight                              |
| 1987 |                                                                     |
| 1988 | The Bard's Tale III: Thief of Fate                                  |
| 1989 |                                                                     |
| 1990 |                                                                     |
| 1991 | The Bard's Tale Construction Set                                    |
| 1992 |                                                                     |
| 1993 |                                                                     |
| 1994 |                                                                     |
| 1995 |                                                                     |
| 1996 |                                                                     |
| 1997 |                                                                     |
| 1998 |                                                                     |
| 1999 |                                                                     |
| 2000 |                                                                     |
| 2001 |                                                                     |
| 2002 |                                                                     |
| 2003 |                                                                     |
| 2004 | The Bard's Tale                                                     |
| 2005 |                                                                     |
| 2006 |                                                                     |
| 2007 |                                                                     |
| 2008 |                                                                     |
| 2009 |                                                                     |
| 2010 |                                                                     |
| 2011 |                                                                     |
| 2012 |                                                                     |
| 2013 |                                                                     |
| 2014 |                                                                     |
| 2015 |                                                                     |
| 2016 |                                                                     |
| 2017 | The Mage's Tale                                                     |
| 2018 | The Bard's Tale IV: Barrows Deep The Bard's Tale Remastered Trilogy |
| 2019 |                                                                     |
| 2020 |                                                                     |
| 2021 |                                                                     |
| 2022 | The Bard's Tale: Warlocks of Largefearn                             |

- Tales of the Unknown: The Bard's Tale (1985): No primeiro jogo homônimo da série, o mago maligno Mangar lançou um feitiço de inverno eterno na pequena cidade de Skara Brae para isolá-la, e o jogador controla um grupo de aventureiros que buscam encontrar e derrotar Mangar para libertar a cidade.
- The Bard's Tale II: The Destiny Knight (1986): Para salvar o reino, o grupo deve encontrar as sete peças da Varinha do Destino, reforjá-la (para que um Arquimago do grupo possa se tornar o lendário Cavaleiro do Destino) e confrontar o maligno Arquimago Lagoth Zanta
- The Bard's Tale III: Thief of Fate (1988): O deus louco Tarjan, mestre de Mangar, retornou a Skara Brae e destruiu a cidade, embora, como se vê, isso tenha sido apenas uma pequena faceta de sua vingança. Na tentativa de impedir Tarjan, o grupo se envolve em uma guerra entre deuses em várias dimensões
- The Bard's Tale Construction Set (1991), um sistema de criação de jogos que permite a criação de jogo de exploração de masmorras com base no mecanismo de jogo Bard's Tale
- The Bard's Tale (2004):jogo de RPG de ação criado por Brian Fargo e publicado pela InXile Entertainment de Fargo; não é uma parte adequada da série original. Brian Fargo tinha apenas os direitos do nome, mas não do conteúdo/histórias dos jogos anteriores da série Bard's Tale naquele momento
- The Mage's Tale (2017): um jogo de história paralela ambientado no universo Bard's Tale, desenvolvido pela inXile junto com The Bard's Tale IV e lançado em 2017. Como outros jogos da série, é um explorador de masmorras em primeira pessoa, mas é construído para realidade virtual, apresentando conjuração de magias baseada em ação, em vez de combate baseado em turnos
- The Bard's Tale IV: Barrows Deep (2018): Uma quarta parte adequada da série original foi financiada com sucesso como um projeto Kickstarter em 2015 pela InXile Entertainment e lançada em 2018. Dois séculos após os eventos da trilogia inicial, um mal primordial busca se libertar e deve ser detido — e Skara Brae, como se vê, está localizado logo acima do local crítico para isso. ao continuar a história da trilogia original, o jogo expandiu e reformulou significativamente a tradição existente, como era nos jogos antigos, e a jogabilidade real foi completamente reformulada e é sem dúvida mais semelhante ao jogo de 2004 do que aos três primeiros jogos
- The Bard's Tale Remastered Trilogy (2018): um projeto spinoff do projeto Bard's Tale IV, a Remastered Trilogy é uma recriação da trilogia original para computadores modernos, com gráficos e interface de usuário atualizados, correções de bugs e outras melhorias de qualidade de vida. Os jogos também foram expandidos ligeiramente, para conectá-los retroativamente ao enredo e cenário expandido de Bard's Tale IV.
- The Bard’s Tale: Warlocks of Largefearn (2022): Um jogo spinoff baseado em voz desenvolvido pela Polar Night Studio[8] para Amazon Alexa, Google Assistant, IOS e Android. Apresenta um mundo semiaberto, ocorrendo na cidade de assentamento de Largefearn. Inclui vários companheiros para recrutar e um sistema de combate baseado em turnos e blocos.

## Livros

### Livros de dicas
Os livros de dicas oficiais foram publicados pela Electronic Arts para os três primeiros jogos Bard's Tale. Esses livros sem título expandiram as histórias dos jogos e adicionaram novos personagens:
O livro de dicas para o primeiro jogo (1986, ISBN 1-55543-064-3) foi escrito por T.L. Thompson como um documento no universo, o diário de um senhor que quase conseguiu resolver a missão antes de descobrir que seu grupo havia perdido itens cruciais necessários para superar o obstáculo final. O grupo foi implicitamente eliminado pouco antes de derrotar Mangar, mas garantiu que o diário chegasse a mãos amigáveis.
O livro de dicas para o segundo jogo (1987) foi escrito por T.L. Thompson e David K. Similarmente como um conto, narrando como um grupo de aventureiros pede a um mago para prever seu (possível) futuro por meio de um feitiço de adivinhação, se eles tentarem a missão do jogo para encontrar a Varinha do Destino e derrotar Lagoth Zanta. A visão de transe resultante do possível futuro reflete mal no caráter do líder do grupo, que também é mostrado sendo assassinado no final, e está implícito que esse grupo em particular não embarcará na busca, apesar de tecnicamente ter tido sucesso na visão.
O livro de dicas para o terceiro jogo (1988, ISBN 1-55543-236-0) foi escrito por David Luoto no estilo de uma novela. O protagonista, Arbo, é inicialmente um escudeiro preguiçoso e inútil que é "oferecido" por seu mestre para um grupo de aventureiros em Skara Brae. O grupo prossegue para trazer ordem às dimensões e ao melhor Tarjan, e no processo transforma Arbo em um adulto engenhoso e responsável.

### Novelas
Uma série de romances baseados em The Bard's Tale foi publicada pela Baen Books durante a década de 1990. Eles incluem:
1. Castle of Deception, por Mercedes Lackey e Josepha Sherman (1992, ISBN 0-671-72125-9)
2. Fortress of Frost and Fire, por Mercedes Lackey e Ru Emerson (1993, ISBN 0-671-72162-3)
3. Prison of Souls, por Mercedes Lackey e Mark Shepherd (1994, ISBN 0-671-72193-3)
4. The Chaos Gate, por Josepha Sherman (1994, ISBN 0-671-87597-3)
5. Thunder of the Captains, por Holly Lisle e Aaron Allston (1996, ISBN 0-671-87731-3)
6. Wrath of the Princes, por Holly Lisle e Aaron Allston (1997, ISBN 0-671-87771-2)
7. Escape from Roksamur, por Mark Shepherd (1997, ISBN 0-671-87797-6)
8. Curse of the Black Heron, por Holly Lisle (1998, ISBN 0-671-87868-9)

Embora estejam listados aqui na ordem em que foram publicados, alguns livros da série se conectam mais do que outros, como Castle of Deception e The Chaos Gate, Prison of Souls e Escape from Roksamur, e Thunder of the Captains e Wrath of the Princes.
Como parte da campanha de financiamento coletivo para The Bard's Tale IV, seis romances ambientados no universo de Bard's Tale foram fornecidos aos patrocinadores no formato EPUB em 2018. Três deles são recontagens novelizadas das histórias dos três primeiros jogos (diferentes dos cluebooks e com personagens diferentes) por Nathan Long, que escreveu a história da parte IV; esses três romances reformulam a trilogia original dentro da história maior e do cenário redefinido de The Bard's Tale IV e da edição Remastered da trilogia original.
1. The Bard's Tale, por Nathan Long
2. The Destiny Knight, by Nathan Long
3. The Thief of Fate, by Nathan Long
4. Paladin, by Elizabeth Watasin
5. Promises made by Moonlight, por Mike Lee apresenta com destaque um livro de feitiços que pertenceu a Soriac, o Arquimago, um personagem do livro de pistas original do primeiro jogo)
6. The Song Thief, por Jason Denzel (destaca com destaque um livro de feitiços que pertenceu a Soriac, o Arquimago, um personagem do livro de dicas original do primeiro jogo)

## Recepção
Em 2003, a série The Bard's Tale vendeu mais de um milhão de cópias.
Em 1996, a Next Generation listou a série (referindo-se às três primeiras partes da trilogia original mais o conjunto de construção da época) coletivamente como número 62 em seu "Top 100 Games of All Time", elogiando a interface tudo-em-um usando múltiplas janelas de exibição e o nível incomparável de detalhes e desenvolvimento do enredo. Em 2018, Alex Santa Maria afirmou que era "Uma das franquias mais clássicas em jogos para PC".